# مامور الویس
مأمور اِلویس (انگلیسی: Agent Elvis) یک سریال کمدی متحرک آمریکایی برای بزرگسالان است که توسط پریسیلا پریسلی، جان ادی و مایک آرنولد برای نتفلیکس ساخته شد و در ۱۷ مارس ۲۰۲۳ به نمایش درآمد. این نمایش از کارهای الویس پریسلی (با صداپیشگی متیو مک‌کانهی)، ستارۀ مشهور راک اند رول است که به‌عنوان یک مامور مخفی برای دولت آمریکا کار می‌کند.

## صداپیشگان
- متیو مک‌کانهی در نقش الویس پریسلی
- کیتلین اولسون در نقش سی‌سی رایدر
- جانی ناکسویل در نقش بابی ری، بهترین دوست الویس
- نیسی نش در نقش برتی
- تام کنی در نقش اسکاتر، شامپانزه الویس
- دان چیدل در نقش فرمانده

### دیگر صداپیشگان
- فرد آرمیسن در نقش چارلز منسون
- رونی توت در نقش خودش
- آصف علی در نقش دویل
- کریس الیوت در نقش تیموتی لیری و لیری
- جیسون منتزوکس در نقش هاوارد هیوز
- پریسیلا پریسلی در نقش خودش
- باز لورمن در نقش کارگردان
- تونی کاوالرو در نقش فلای بوی
- گری کول در نقش رئیس جمهور نیکسون
- اد هلمز در نقش رابرت گولت
- کریستینا هندریکس در نقش روکسان رایدر، مادر جدا شده سی‌سی رایدر.
- ایگو نوودیم در نقش زارا
- جورج کلینتون در نقش خودش
- سایمون پگ در نقش پل مک‌کارتنی
- کریگ رابینسون در نقش جکی
- کیران کالکین در نقش گابریل ولف
- تارا استرانگ در نقش صداهای اضافی

## قسمت‌ها
| شم. | عنوان                  | کارگردان | نویسنده     | تاریخ پخش اصلی |
| --- | ---------------------- | -------- | ----------- | -------------- |
| ۱   | «با سرعت زیاد»         | گری یه   | مایک آرنولد | ۱۷ مارس ۲۰۲۳   |
| ۲   | «لعنت به تو، وگاس»     | گری یه   | کاسپر کلی   | ۱۷ مارس ۲۰۲۳   |
| ۳   | «سه‌شنبه‌های کوکائینی»   | گری یه   | مارک گانک   | ۱۷ مارس ۲۰۲۳   |
| ۴   | «کلِ ذهنِ لعنتی»         | گری یه   | مایک آرنولد | ۱۷ مارس ۲۰۲۳   |
| ۵   | «بیشترین غلظت»         | گری یه   | مت رولر     | ۱۷ مارس ۲۰۲۳   |
| ۶   | «پوکی-خرس»             | گری یه   | مایک آرنولد | ۱۷ مارس ۲۰۲۳   |
| ۷   | «ضراب‌خانه مغربی»       | گری یه   | آشا ویلسون  | ۱۷ مارس ۲۰۲۳   |
| ۸   | «سوپِ سر»               | گری یه   | جان ادی     | ۱۷ مارس ۲۰۲۳   |
| ۹   | «خواهش متورم»          | گری یه   | مت رولر     | ۱۷ مارس ۲۰۲۳   |
| ۱۰  | «خدانگهدار، میمونِ مست» | گری یه   | مایک آرنولد | ۱۷ مارس ۲۰۲۳   |